# Партизанский отряд «Народный кулак»
Партизанский отряд «Народный кулак» (болг. Партизански отряд „Народен юмрук“) — подразделение Народно-освободительной повстанческой армии Болгарии, находившееся в ведении 6-й Ямболской повстанческой оперативной зоны. Отряд действовал в районе Помория.

## История
В 1943 году была сформирована Поморийская партизанская группа, которая 4 апреля 1944 года в районе города Обзор была преобразована в партизанский отряд «Народный кулак». Командиром отряда стал Николай Лысков, комиссаром — Михаил Дойчев. Отряд начал действовать к югу от реки Камчия, в окрестностях Помория и Айтоса.
В конце апреля — начале мая к нему примкнула боевая группа из Каблешково и окрестностей Бургаса, а также группа солдат болгарской армии. На начало мая 1944 года отряд насчитывал 63 человека (53 мужчины и 10 женщин).
6 мая 1944 года отрядом были без боя заняты три морских поста в Несебырском заливе (Бунарджика, Свети-Влас, Козлука). В начале июня было атаковано лесничество в местност Балабандере, пехотный пост Камчия, железная дорога Карнобат—Шумен и село Эмирово.
19—20 июня 1944 года к югу от села Голица отряд принял бой против наступавших правительственных войск и был разбит. 3 партизана погибли, 12 попали в плен. Основная группа уцелевших партизан присоединилась к Приморскому партизанскому отряду имени Васила Левского, действовавшему вдоль течения реки Камчия.